# ミゾレチョウチョウウオ
ミゾレチョウチョウオ（霙蝶々魚、学名：Chaetodon kleinii）は、スズキ目チョウチョウウオ科に分類される魚類の一種。種小名は、ドイツの法学者、歴史家、植物学者、動物学者、数学者Kleinへの献名である。

## 形態
- 全長18cm[2]。
- 太平洋産のものには2本の縞がある[2]。
- インド洋産のものは黄色が濃く、太平洋産のものは黒色が濃くなる[3]。

よく似た種

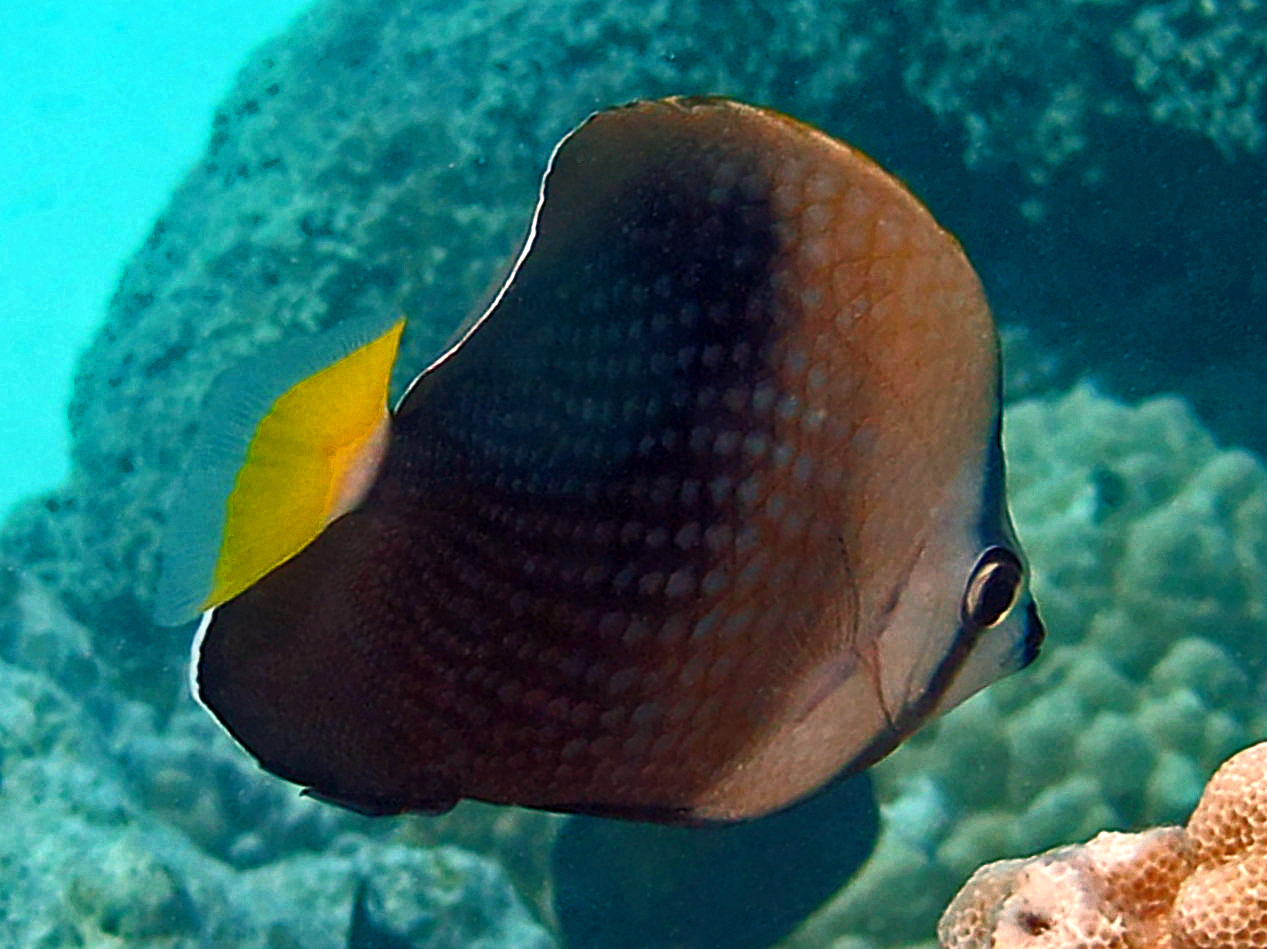
タヒチ・バタフライフィッシュ

本種はタヒチ・バタフライフィッシュとよく似ている。この種は本種より、黒色が濃い、胸鰭の軟条の数が本種より1本多いといった違いがある。本種の分布域が太平洋とインド洋の広い範囲なのに対し、この種の分布域はタヒチ島の周辺に限られる。

## 生態
雑食で、底生小動物、藻類などを食べる。
水深10-40mの岩礁域やサンゴ礁域に幼魚は単独で、成魚はペアで生息している。

## 分布
西部太平洋、インド洋。

## 人とのかかわり
観賞魚。チョウチョウウオ科の魚の中では飼育は容易。